# Notre-Dame (Épiais-Rhus)

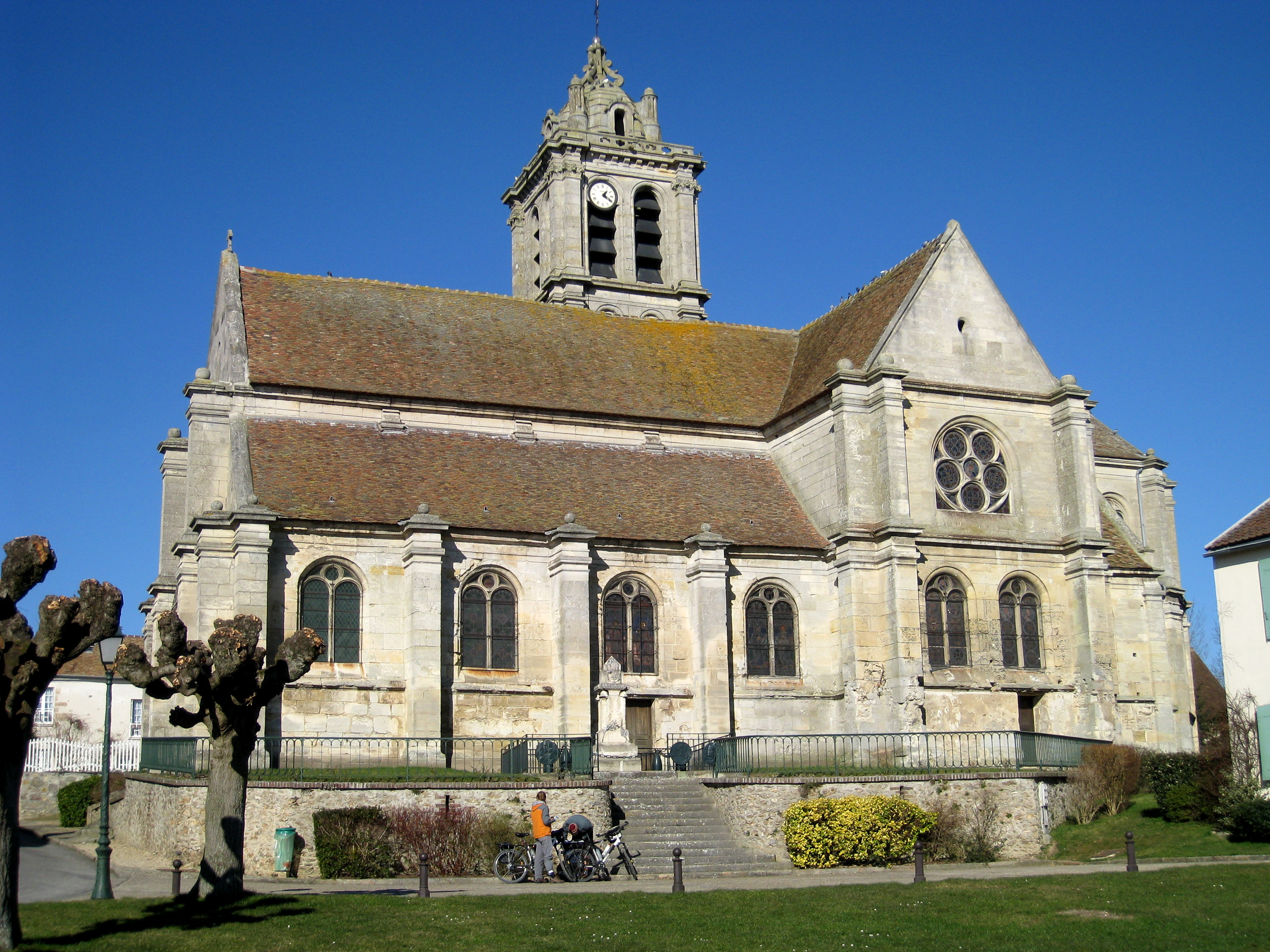
Kirche Notre-Dame

Die römisch-katholische Kirche Notre-Dame in Épiais-Rhus, einer französischen Gemeinde im Département Val-d’Oise der Region Île-de-France, wurde im 16. Jahrhundert errichtet. Die Kirche ist seit 1911 ein geschütztes Baudenkmal (Monument historique).

## Geschichte
Die Kirche wurde nach den Plänen des Architekten Nicolas Le Mercier zwischen 1570 und 1590 errichtet. Ein Schlussstein eines Gewölbes mit dem Wappen der Montmorency lässt darauf schließen, dass die Kirche mit deren Unterstützung gebaut wurde. Die dreischiffige Kirche mit einem Querhaus und einem Chor wurde im Jahr 1621 durch Denis Le Mercier an den Seitenschiffen und im Chor mit Rundbogenfenstern versehen. Der Turm, an allen Seiten mit rundbogigen und gekuppelten Fenstern ausgestattet, wird von einem steinernen Dach mit kleinen Öffnungen bekrönt. Über dem Portal befindet sich ein Dreiecksgiebel, der auf Säulen ruht. Die Fassade wird an allen Seiten von Pfeilern gegliedert.

## Bleiglasfenster

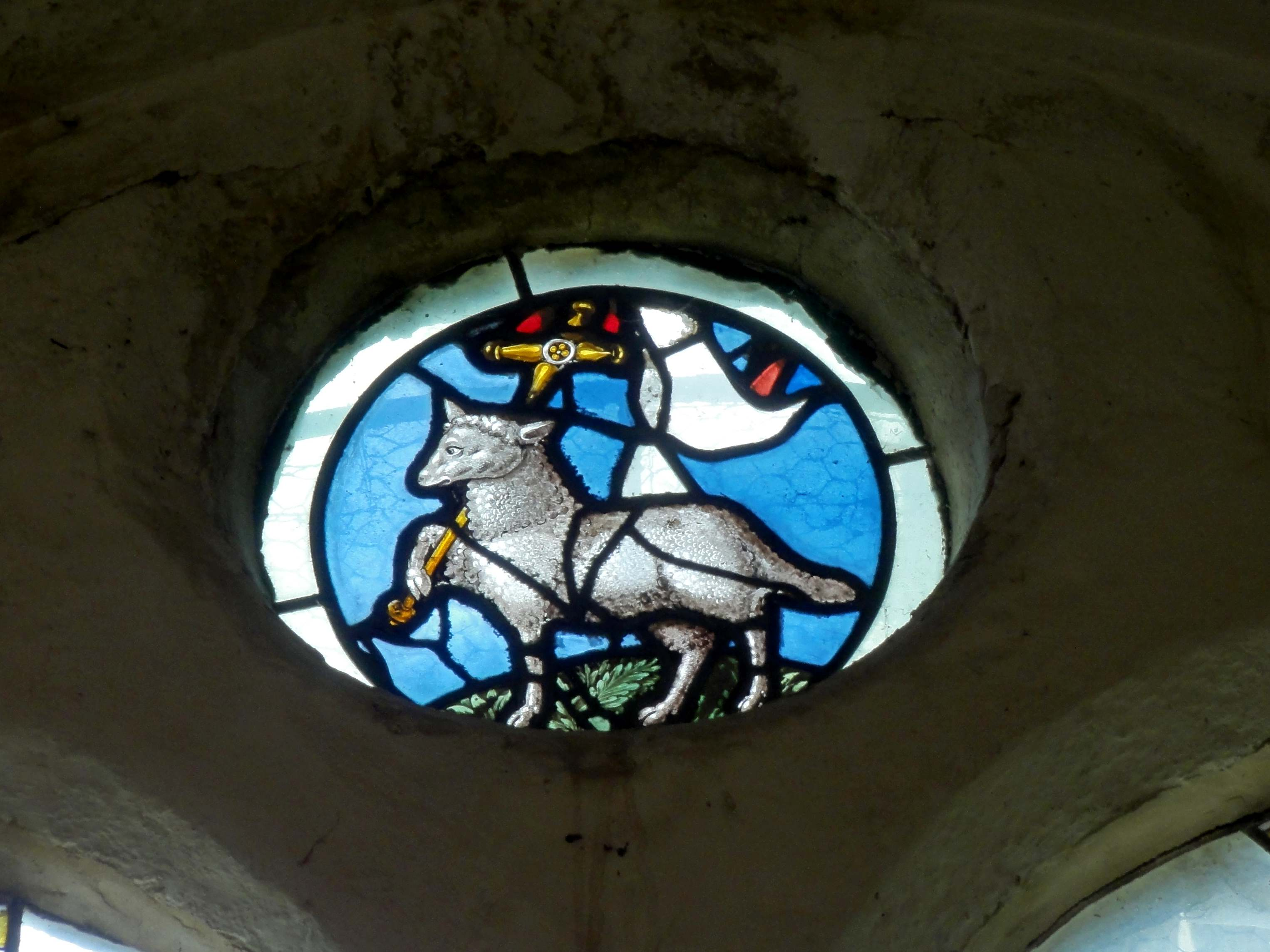
Agnus Dei

Von den ursprünglichen Bleiglasfenstern des 17. Jahrhunderts sind nur kleine Reste vorhanden, die teilweise mit der Jahreszahl 1642 versehen sind. Ein Medaillon stellt das Lamm Gottes auf dem Buch mit sieben Siegeln dar.